# Xanthodexia
Xanthodexia är ett släkte av tvåvingar. Xanthodexia ingår i familjen parasitflugor.
Kladogram enligt Catalogue of Life:
| Xanthodexia | \| \| Xanthodexia semipicta \| \| \| \| \| \| Xanthodexia sericea \| \| \| \| |
|             | \| \| Xanthodexia semipicta \| \| \| \| \| \| Xanthodexia sericea \| \| \| \| |
|             | Xanthodexia semipicta                                                         |
|             |                                                                               |
|             | Xanthodexia sericea                                                           |
|             |                                                                               |